# Vernon (Texas)
Pour les articles homonymes, voir Vernon.
La ville de Vernon est le siège du comté de Wilbarger dans l’État du Texas aux États-Unis. Sa population s’élevait à 11 002 habitants lors du recensement de 2010, estimée à 10 461 habitants en 2016.

## Économie
Le North Texas State Hospital est implanté en partie à Vernon.